# Monchy-sur-Eu
Monchy-sur-Eu là một xã thuộc tỉnh Seine-Maritime trong vùng Normandie miền bắc nước Pháp.

## Huy hiệu
| Arms of Monchy-sur-Eu | The arms of Monchy-sur-Eu are blazoned: Argent, within a square voided tenné, a trefoil, all within a bordure vert. (tenné may not be a 'proper' tincture but it's the closest that English heraldry has to orange.) |

## Dân số
| 1962                                 | 1968 | 1975 | 1982 | 1990 | 1999 | 2006 |
| ------------------------------------ | ---- | ---- | ---- | ---- | ---- | ---- |
| 400                                  | 431  | 398  | 431  | 478  | 492  | 549  |
| Từ năm 1962: Dân số không tính trùng |      |      |      |      |      |      |